# Кліщів
Кліщі́в — село в Україні, у Вороновицькій селищній громаді Вінницького району Вінницької області. Населення становить 185 осіб.

## Пам'ятки
- Ботанічний заказник місцевого значення Крутосхили
- Біля села знаходиться трипільське поселення  IV тис. до н.е[1]
- Пам'ятник 63 воїнам-односельчанам

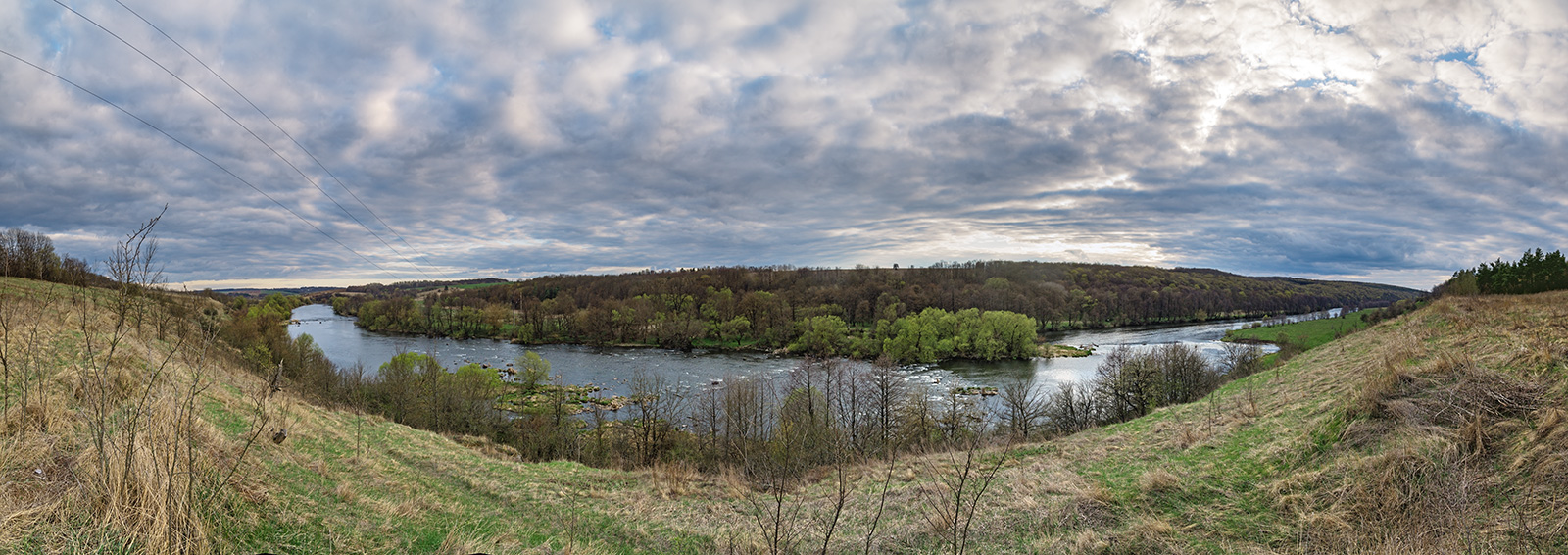
Ботанічний заказник «Крутосхили»
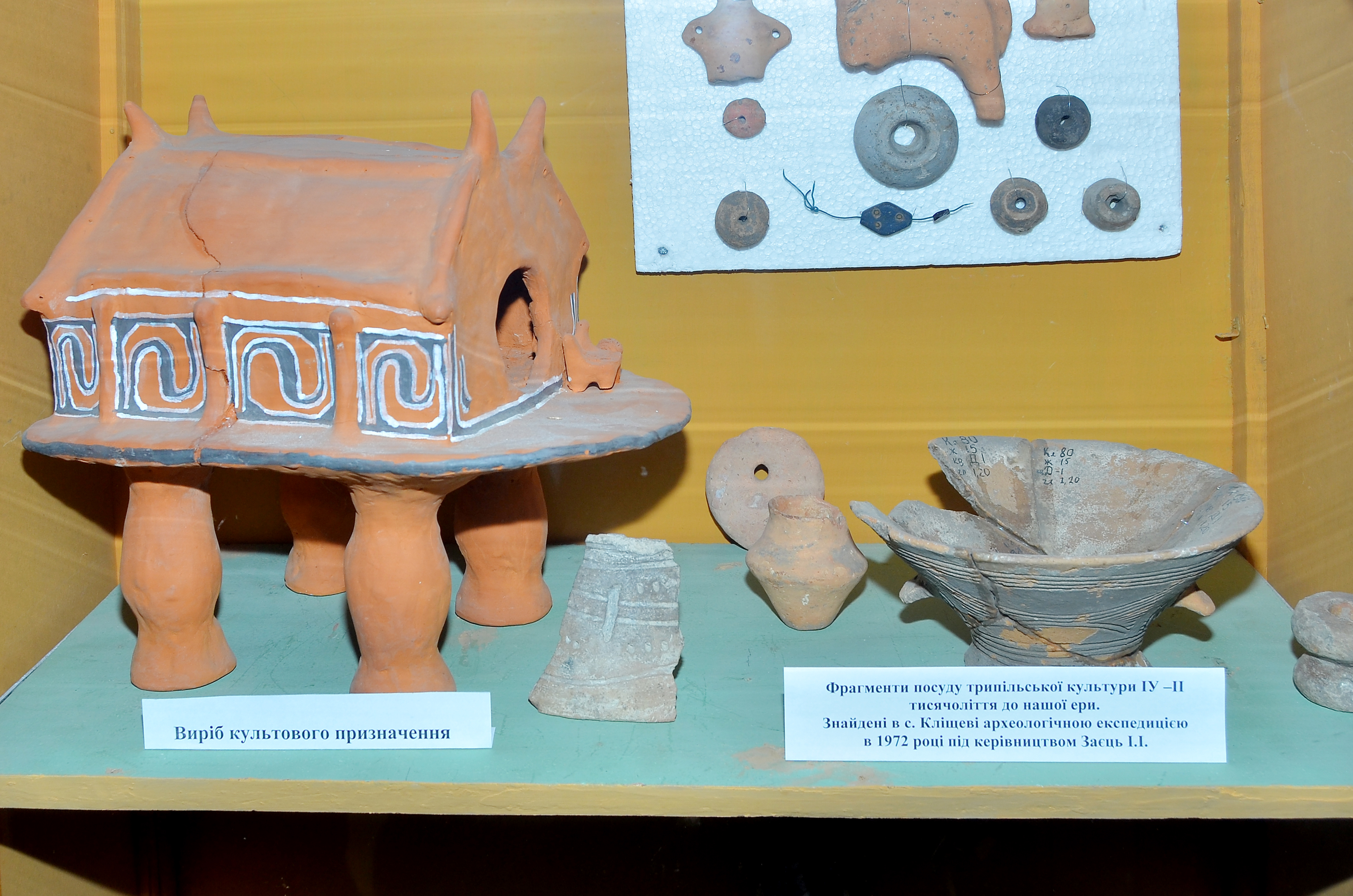
Вироби Трипльської культури, знайдені в с. Кліщів в 1972 р.
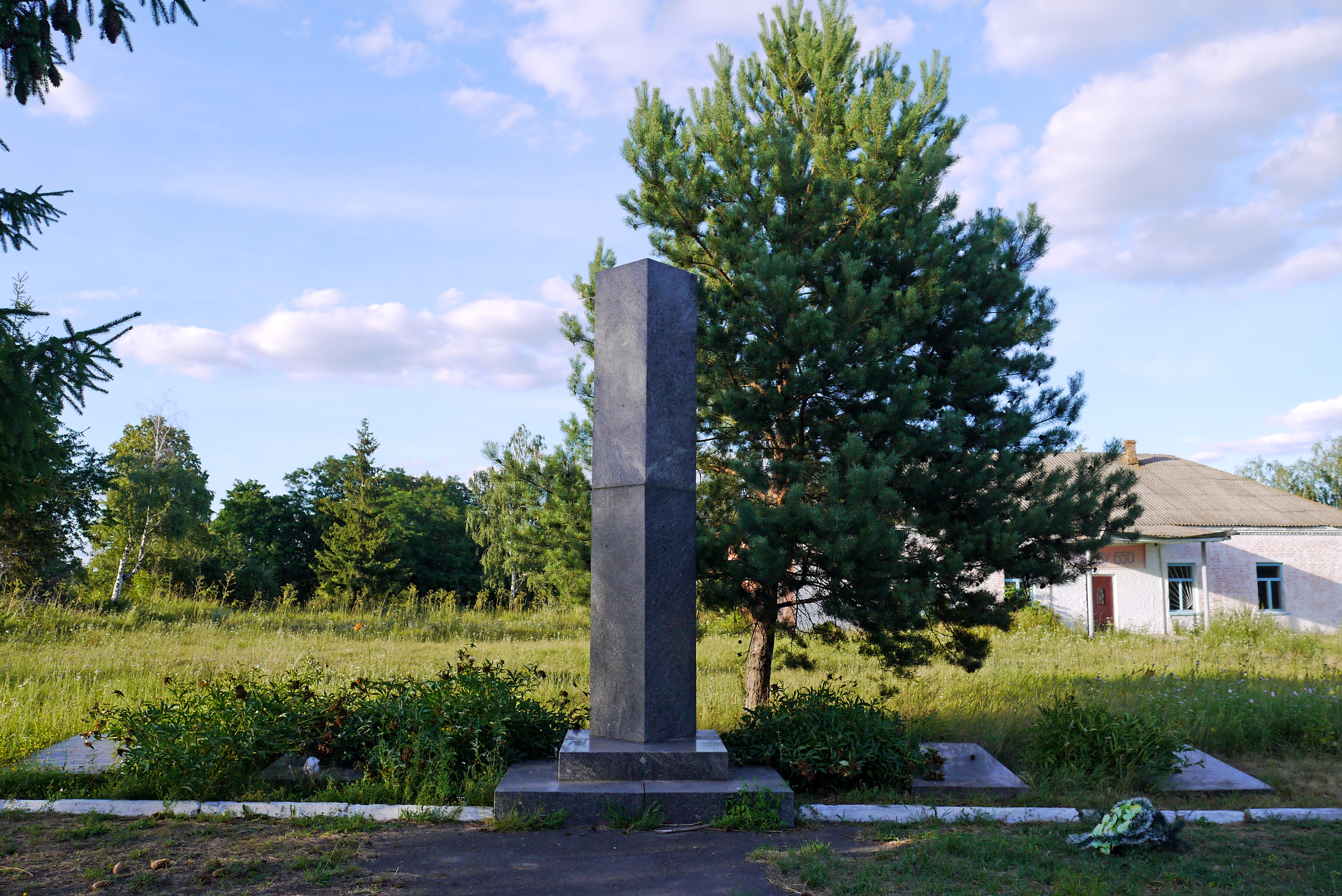
Пам'ятник воїнам-односельчанам